# 14.º Congresso da Liga dos Comunistas da Iugoslávia
A Liga dos Comunistas da Iugoslávia (LCI) convocou o fórum máximo para seu 14.º Congresso Extraordinário de 20 a 23 de janeiro de 1990, antes de ser encerrado. Mais tarde, reuniu-se novamente por um dia, em 26 de maio. Este foi o último Congresso da LCI convocado e foi composto por 1.655 delegados. O congresso foi presidido pelo macedônio Milan Pančevski, Presidente da Presidência do Comitê Central, de 20 a 23 de janeiro, e pelo sérvio Petar Škundrić quando se reuniu novamente em 26 de maio de 1990. Ela se reuniu novamente sem os delegados da Croácia, Macedônia e Eslovênia e verificou uma nova liderança provisória, o Comitê para a Preparação da Renovação Democrática e Programática da Liga dos Comunistas da Iugoslávia, encarregado de convocar o 15.º Congresso da LCI em ou antes de 29 de setembro de 1990.

## Antecedentes
A partir da década de 1970, a Iugoslávia começou a passar por uma grave crise econômica. A liderança do estado federal, juntamente com o Comitê Central da LCI e sua Presidência, não conseguiu formular um conjunto de políticas para tirar o estado da crise. Isso, combinado com a crescente agitação étnica, principalmente entre os albaneses do Kosovo na Província Autônoma Socialista do Kosovo, na República Socialista da Sérvia, e a crise que o comunismo europeu estava enfrentando, formaram o principal pano de fundo do 14º Congresso Extraordinário. Devido à crescente incapacidade das autoridades estaduais federais e do partido central, os ramos republicanos da LCI começaram a formular propostas independentes para resolver a crise. A Liga dos Comunistas da Sérvia (SKS), liderada por Slobodan Milošević como presidente da Presidência do Comitê Central da SKS, reafirmou a sua crença na forma comunista de governo, apelando a reformas centralizadoras que fortalecessem o centralismo democrático, acumulando mais poderes nos órgãos centrais do partido.  A Liga dos Comunistas da Eslovênia (ZKS), liderada por Milan Kučan como presidente da Presidência do Comitê Central da ZKS, começou a mover-se na direcção oposta, procurando instituir a democracia liberal, abrindo caminho para eleições multipartidárias e substituindo o centralismo democrático por uma estrutura partidária confederalizada baseada na "unidade democrática".  Ambos os lados aproveitaram o nacionalismo nas suas respectivas repúblicas para mobilizar os seus apoiantes. 
Os nacionalistas eslovenos começaram a clamar cada vez mais pela independência da Eslovênia e, em janeiro de 1987, ganharam atenção nacional com a publicação das "Contribuições para o Programa Nacional Esloveno", uma edição especial do jornal oposicionista Nova revija. O jornal era anticomunista e apelava à abolição do monopólio do ZKS sobre o poder estatal em favor da democracia liberal.  A Presidência do Comitê Central do ZKS declarou inicialmente que o programa era "anti-iugoslavo, antidemocrático e contrário à autogestão". No entanto, a Aliança Socialista dos Trabalhadores da Eslovênia, liderada por Jože Smole, reagiu com mais hesitação e não pediu sanções contra os autores. Considerando a deterioração da situação política na República Socialista da Eslovênia, o Exército Popular Iugoslavo (JNA) formulou um plano em maio de 1988 para prender mais de 200 intelectuais eslovenos supostamente antiiugoslavos e anticomunistas. O YPA então iniciou um julgamento contra os dissidentes Janez Janša, Ivan Borštner, David Tasić e Franci Zavrl, conhecido como julgamento JBTZ, que mobilizou ainda mais eslovenos pela independência nacional. Vendo para onde o vento soprava, o Comitê Central do ZKS decidiu, em 17 de janeiro de 1989, apoiar a democracia liberal e abolir seu monopólio sobre o poder estatal. O Comitê Central do ZKS argumentou que o pluralismo político salvaguardaria o socialismo, uma vez que produziria um sistema político mais aberto e em conformidade com as normas internacionais e os valores civilizacionais modernos.  O desacordo entre o SKS e o ZKS veio à tona na 21ª Sessão do Comitê Central do 13.º Congresso da LCI, realizada em 17 de fevereiro de 1989, onde Kučan defendeu abertamente a democracia liberal, afirmando: "A Iugoslávia se tornará uma sociedade democrática ou deixará de existir. Não pode haver democracia sem pluralismo político." 

## Preparativos para o Congresso
O congresso regular da LCI deveria ter sido realizado em 1990, embora o congresso extraordinário tenha sido sugerido anteriormente na 18ª sessão da Liga dos Comunistas da Iugoslávia, quando esta proposta foi rejeitada. Então, na 20ª sessão, a delegação da Voivodina propôs novamente a realização de um congresso extraordinário, que foi novamente rejeitado, enquanto a mesma proposta na 22ª sessão não foi aceita. Chamar este congresso de 'extraordinário' (o que (iz)vanredni (que se traduz literalmente como "em um sentido de emergência") foi especialmente contestada pela delegação eslovena. Sobre as questões a serem abordadas, especialmente aquelas relativas à futura organização da Iugoslávia, o congresso foi realmente notável.

### Conferências e congressos preliminares dos ramos constitutivos
De acordo com as regras do partido, um ramo constitutivo da LCI tinha o direito de convocar um congresso extraordinário. A Liga dos Comunistas da Voivodina (SKV) fez isso em sua 19ª Conferência Provincial, realizada de 19 a 21 de janeiro de 1989. Não é de surpreender que o SKV tenha defendido uma LCI unificada, baseada no centralismo democrático e na manutenção do sistema comunista. Para se preparar para o congresso, os demais ramos constitutivos da LCI também convocaram seus fóruns mais altos para eleger delegados para o 14º Congresso e membros para o Comitê Central da LCI, Comissão de Supervisão da LCI e Comissão da LCI sobre Questões Estatutárias, bem como discutir políticas a serem adotadas no próximo congresso. No dia em que a conferência provincial da SKV terminou, a Liga dos Comunistas do Kosovo (SKK) convocou sua 15ª Conferência Provincial e pediu a defesa do centralismo democrático, a oposição ao confederalismo e a remoção de quaisquer ameaças à LCI e ao estado federal. O 10º Congresso Extraordinário da Liga dos Comunistas de Montenegro (SKCG), realizado de 26 a 28 de abril de 1989, apoiou as políticas do SKS. Apoiou o pluralismo dentro das permissões estabelecidas pelo sistema estatal comunista. 
Esses congressos e conferências pró-SKS foram seguidos pela 9ª Conferência da Liga dos Comunistas no Exército Popular Iugoslavo (OSK JNA), realizada em 23 e 24 de novembro de 1989, que defendeu uma LCI e uma Iugoslávia unificadas com base em princípios socialistas. Ele votou para defender o centralismo democrático e a LCI como uma organização uniforme e se opôs àqueles que pediam a desideologização e a despolitização do Exército Popular Iugoslavo (JNA), argumentando que era o exército do socialismo. Um dia depois, a Liga dos Comunistas da Macedônia (SKM) convocou seu 10º Congresso, realizado de 25 a 27 de novembro de 1989, e pediu a manutenção de uma Iugoslávia federal. O SKM manteve uma posição neutra sobre a questão de um sistema multipartidário. A Liga dos Comunistas da Bósnia e Herzegovina (SKBiH), em seu 10º Congresso convocado de 7 a 9 de dezembro de 1989, tentou, como o SKM, assumir uma posição centrista, mas reafirmou o centralismo democrático, opôs-se à confederalização da LCI e à despolitização do JNA. No entanto, o SKBiH não deixou clara a sua oposição a um sistema multipartidário, deixando essa questão para o 14º Congresso. 
O 11º Congresso da Liga dos Comunistas da Croácia (SKH), realizado de 11 a 13 de dezembro de 1989, foi dividido igualmente entre reformistas e comunistas tradicionais. Também tentou formular um compromisso que funcionasse tanto para o ZKS quanto para o SKS. Votou a favor da aprovação da proposta da Presidência do Comitê Central do SKH para a instituição de eleições democráticas liberais na Croácia.  Ela se opôs ao apelo do SKS para instituir um sistema de votação baseado em um membro, um voto. Também apoiou a substituição do centralismo democrático pela unidade democrática, um novo conceito que foi vagamente definido.  No entanto, apesar destas decisões, os comunistas tradicionais conseguiram impedir quaisquer alterações ao estatuto do SKH, e o 11º Congresso acabou por reafirmar o centralismo democrático, a exclusão de membros religiosos no partido e manteve o ateísmo.  Em contraste, o 11º Congresso do SKS, realizado de 15 a 17 de dezembro de 1989, embora apoiasse reformas políticas dentro dos limites tradicionais do sistema comunista, opôs-se a quaisquer reformas democráticas liberais. Reafirmou o seu compromisso com uma Iugoslávia federal, afirmando que “nenhuma república pode ter o direito de estar na federação na medida em que lhe convém”.  Apelou à manutenção do centralismo democrático e à instituição de um sistema de votação baseado no princípio "um membro, um voto". 
O ZKS realizou seu 11º Congresso em 22-23 de dezembro de 1989.  Adotou uma plataforma intitulada "Reforma Democrática Hoje", que apelava a reformas que garantissem os direitos humanos em toda a Iugoslávia, a eleições multipartidárias democráticas liberais, à criação de um "Fórum Democrático Iugoslavo" no qual todos os partidos políticos pudessem participar, à abolição do monopólio da LCI sobre o poder estatal, à eliminação da propriedade social, à criação de parlamentos democráticos liberais com duas câmaras internas, à autonomia local para as repúblicas e províncias autónomas, à restauração da ordem constitucional no Kosovo do Sul do Leste, à abolição do crime de crimes contra-revolucionários no Código Penal Iugoslavo, e à transformação do programa político comunista da LCI e à renúncia ao princípio organizacional do centralismo democrático e ao sistema de um membro, um voto. 
Apesar das diferenças políticas entre os ramos constitutivos da LCI, pesquisas de opinião conduzidas entre os membros da LCI mostraram uma linha divisória clara que não era necessariamente aparente nas resoluções do congresso e da conferência. Por exemplo, 70,1% dos membros do LCI apoiaram a manutenção do centralismo democrático, mas 73% dos membros do SKZ se opuseram a isso. Nos outros ramos, os números foram os seguintes: 81% a favor entre os membros do SKS, 78% no SKCG, 77% no SKV, 76% no SKBiH, 68% no SKM, 66% no SKK e 64% no SKH. Apesar disso, 45% dos membros do SKH apoiaram as propostas de reformas políticas e econômicas do ZKS e, em contraste, apenas 4% a 6% apoiaram as propostas emanadas do SKS, apesar de 25% dos membros do SKH serem de etnia sérvia. Um sistema baseado em um membro, um voto foi apoiado pelos membros do SKS (73%), SKCG (66%), SKV (65%), SKM (57%) e SKBiH (52%). No SKH e no SKK, uma pequena maioria optou pela tomada de decisões consensuais. Assim, tornou-se cada vez mais evidente que a LCI não estava apenas a dividir-se segundo linhas republicanas e provinciais, mas também internamente em alguns dos seus ramos constitutivos. 

### "Um Novo Projeto para o Socialismo Democrático e a Iugoslávia"
A proposta de declaração do Congresso foi intitulada "Um Novo Projeto para o Socialismo Democrático e a Iugoslávia". Apesar do seu título, a declaração era vaga. 

## Delegados
No total, o 14.º Congresso contou com 1.655 delegados.  Destes, 1.457 foram eleitos como delegados e 198 representaram os órgãos centrais do partido da LCI. A primeira sessão contou com a presença de 1.601 delegados,  a segunda com 1.612 delegados  e a terceira com 1.096 delegados.
| Filial                     | Jan. | Maio | Ref.   |
| -------------------------- | ---- | ---- | ------ |
| Bósnia e Herzegovina       | 248  | 205  | [ 13 ] |
| Órgãos centrais do partido | 198  | 107  | [ 13 ] |
| Croácia                    | 216  | 22   | [ 13 ] |
| Órgãos estaduais federais  | 7    | 5    | [ 13 ] |
| Kosovo                     | 94   | 75   | [ 13 ] |
| Macedônia                  | 141  | 18   | [ 13 ] |
| Montenegro                 | 99   | 103  | [ 13 ] |
| Sérvia                     | 333  | 339  | [ 13 ] |
| Eslovênia                  | 114  | 0    | [ 13 ] |
| Voivodina                  | 137  | 143  | [ 13 ] |
| Exército Popular Iugoslavo | 68   | 79   | [ 13 ] |

## Procedimentos

### 1ª–2ª Sessão (20–23 de janeiro)
No congresso, havia dois blocos congressionais, um liderado pelo SKS, que se opunha às reformas políticas que aboliam o monopólio de poder do LCI, e uma corrente reformista do ZKS que buscava instituir a democracia liberal. O SKS propôs reformas sob o lema "democratização socialista". Entretanto, o sistema de eleições de delegados era baseado na representação proporcional, o que significa que os maiores ramos constitutivos tinham mais representantes. No entanto, ambos os lados acreditavam que algumas reformas eram necessárias. Isso significava que o ZKS e aqueles que se opunham às reformas tinham maioria. O sistema de votação também estava impregnado de muito simbolismo, com os delegados que votavam nos delegados do Congresso tendo que usar um papel vermelho, enquanto os que se opunham tinham que usar um verde. 
Durante o Congresso, todas as ilusões sobre uma frente unida da LCI que pudesse tirar o país da crise foram dissipadas.  Em vez disso, o Congresso foi dominado principalmente por confrontos entre as delegações sérvia e eslovena sobre o poder e o processo de tomada de decisão das repúblicas constituintes da Iugoslávia. A delegação sérvia defendeu a introdução de uma política de "um homem – um voto" com uma Iugoslávia mais centralizada. Os eslovenos, no entanto, sugeriram uma confederação de partido e estado, dando mais poder às repúblicas.
O congresso rejeitou todas as propostas do ZKS.  Apenas uma proposta do ZKS, apresentada por Marko Bulc, recebeu mais de um terço dos votos. Essa proposta dizia respeito ao levantamento do bloqueio que a Sérvia havia imposto contra a Eslovênia em 1989. Em retrospectiva, Kučan teria dito que essa rejeição havia impulsionado a tendência separatista do ZKS, pois havia a sensação de que a Iugoslávia como um todo os havia decepcionado, já que nenhum dos outros ramos constitutivos os defendeu. Ao discutir a alteração do estatuto da LCI, o ZKS propôs transformar a LCI em um partido confederal, onde a LCI não poderia anular os ramos constitutivos, e 1.165 delegados votaram contra e 169 apoiaram. Em geral, apenas a ala reformista da Liga dos Comunistas da Croácia os apoiava. 
Após dois dias de intenso conflito verbal, a delegação eslovena saiu do Sava Centar em 22 de janeiro. No dia seguinte, a delegação eslovena argumentaria que o programa político que estava a vencer no congresso estava errado; "o unitarismo da [LCI] em condições de pluralismo político era uma estupidez suicida".  Imediatamente após a saída da delegação eslovena, Milošević, como chefe informal da delegação do ZKS, sugeriu que o 14º Congresso continuasse a trabalhar e passasse à tomada de decisões. No entanto, a delegação croata se opôs à moção, argumentando que ela era inconstitucional. A pedido de Slobodan Lang, Ivica Račan, chefe da delegação croata, informou ao congresso que "não podemos aceitar um partido iugoslavo sem os eslovenos". Quando Milošević perguntou o que seria necessário para reiniciar a reunião, a delegação croata respondeu: "a delegação eslovena", e que se a reunião fosse reiniciada, eles também abandonariam os trabalhos.  Eles também argumentaram que não poderiam aceitar “a concorrência de mercado sem a concorrência de ideias políticas”. 
As delegações da Macedônia e da Bósnia ficaram perplexas, tendo ficado em um meio-termo, tendo se oposto a um partido dominado pelos sérvios como os eslovenos, mas apoiado reformas que fortaleceram a LCI. No calor do momento, Nijaz Duraković, o presidente do Comitê Central da Liga dos Comunistas da Bósnia e Herzegovina, foi ao pódio e, de acordo com o estudioso Ensar Muharemović, "fez um discurso no qual chamou publicamente aqueles que criticaram a LCI e os mostrou a porta."  No entanto, em retrospectiva, Duraković contra-argumentou que seu discurso foi mal interpretado e que ele na verdade criticou aqueles dentro da delegação bósnia que estavam pedindo a divisão da LCI em dois partidos; um social-democrata e outro comunista, violando assim a posição política do SK BIH adotada em seu 10º Congresso em 1989.  O seu discurso foi aplaudido pelas delegações sérvia e montenegrina, e os meios de comunicação social sérvios, que anteriormente o tinham difamado, começaram a elogiá-lo.  No entanto, à meia-noite, em uma reunião interna da delegação bósnia, foi discutido se ela deveria ficar ou sair. Eles finalmente decidiram sair depois que Duraković argumentou a favor de permanecer neutro no conflito entre os reformistas e os tradicionalistas. Ele também defendeu que abandonar o congresso não significaria o fim da LCI.  Às 22h45, Milan Pančevski, presidente da Presidência Operária do 14º Congresso, encerrou os trabalhos do dia e deu-lhes um adiamento para o dia seguinte; no entanto, isso não aconteceu e o congresso foi convocado em 26 de maio. 

### Adiamento
Em 17 de maio, o mandato de Pančevski como presidente da Presidência da LCI terminou, e a Presidência da LCI o substituiu em 23 de maio de 1990 por Miomir Grbović como "Coordenador do Trabalho da Presidência da LCI".  O Comitê Central da Liga dos Comunistas da Macedônia (SKM) tinha-lhe pedido anteriormente que se demitisse para "respeitar as posições da Liga dos Comunistas da Macedónia", mas ele recusou-se a ceder às suas exigências.  No dia seguinte, 24 de maio, as ligas dos comunistas da Croácia e da Eslovênia anunciaram que não compareceriam à reconvocação do 14º Congresso. A liga eslovena argumentou que não poderia comparecer devido à "violência contra aqueles que pensam diferente", ao uso de votos majoritários e à menosprezo de opiniões oposicionistas na primeira e segunda sessões plenárias do 14º Congresso, em janeiro. No entanto, os eslovenos receberam positivamente o fato de que as filiais da LCI tinham se transformado em partidos políticos independentes e estavam positivamente dispostos a uma aliança iugoslava de forças de esquerda, mas não a um partido federal. A Liga Croata, aliás, informou o congresso reconstituído de que acreditava que a LCI tinha deixado de existir e que a antiga concepção do socialismo já não era viável.  No dia seguinte, 25 de maio, o Comitê Central do SKM informou à Presidência da LCI que não poderia comparecer ao congresso, argumentando que as políticas anteriormente inaceitáveis que haviam sido discutidas em janeiro seriam impostas aos participantes do congresso. Opôs-se à ideia de eleger uma nova presidência da LCI, apelando em vez disso à criação de um Comitê de coordenação dos ramos constitutivos e à criação de um partido uniforme.  No entanto, o SKM estava positivamente disposto a convocar um novo congresso mais tarde para transformar a LCI.  O restante do Comitê Central da LCI, onde participaram as ligas da Sérvia, Montenegro, Voivodina, Kosovo, Bósnia e Herzegovina e o Exército Popular Iugoslavo, reuniu-se novamente para a sua 31.ª Sessão de Trabalho e Consultiva em 25 de Maio de 1990, e aprovou sem muita discussão os documentos propostos para serem discutidos no 14.º Congresso reconvocado. 

### 3ª Sessão (26 de maio)
O 14º Congresso foi retomado em 26 de maio. Participaram dele delegados das filiais da LCI na Sérvia, Montenegro, Kosovo, Voivodina, Exército e Bósnia e Herzegovina, além de delegados individuais da Croácia e da Macedônia do Norte. Ninguém compareceu da filial eslovena. Grbović liderou os procedimentos de abertura até a eleição do órgão presidente, a Presidência Operacional. A presidência era composta maioritariamente pelos presidentes dos restantes ramos da LCI: Momir Bulatović, Nijaz Duraković, Rahman Morina, Nedeljko Šipovac, Bogdan Trifunović, Simeon Bunčić, bem como Petar Škundrić e Miomir Grbović . Škundrić foi eleito presidente da Presidência Operária e liderou os procedimentos do congresso. O congresso concluiu com a eleição de uma liderança provisória, o Comitê para a Preparação da Renovação Democrática e Programática do Comitê Central da LCI.  A liderança provisória não conseguiu fornecer uma liderança coesa. A Iugoslávia enfrentou um período incerto após o Congresso, sem qualquer força ou indivíduo significativo e coeso que pudesse tirar o Estado da sua crise.  Logo depois, a LCI foi extinta após 71 anos de existência, encerrando 45 anos de governo ininterrupto e abrindo caminho para eleições livres. Este evento foi um dos momentos-chave para o início da desintegração da Iugoslávia.  

### Arquivos
- «Изостао 521 делегат» [521 delegates were absent]. Borba. 28 de maio de 1990
- Vučinić, D.; Torov, I.; Ćuruvija, S. (28 de maio de 1990). «Сви наши председници» [All our presidents]. Borba
- «Pancevski Replaced by Grbovic as LCY Chief». Daily Report: East Europe. 101–110. [S.l.]: Foreign Broadcast Information Service. 1990a. p. 46
- «Croatia, Slovenia Not To Attend LCY Congress». Daily Report: East Europe. 101–110. [S.l.]: Foreign Broadcast Information Service. 1990b. p. 47
- «Macedonian Communists To Boycott LCY Congress». Daily Report: East Europe. 101–110. [S.l.]: Foreign Broadcast Information Service. 1990c. p. 47–48
- «CC Session Ends Before LCY Congress». Daily Report: East Europe. 101–110. [S.l.]: Foreign Broadcast Information Service. 1990d. pp. 46–47

### Livros e diários
- Muharemović, Ensar (2023). «Constrained Choices: How Bosnian Communists Lost Their Party Before Losing the Elections». Comparative Southeast European Studies. 72 (4). doi:10.1515/soeu-2023-0059
- Pauković, Davor (2008). «Posljednji kongres Saveza komunista Jugoslavije: uzroci, tijek i posljedice raspada» [The Last Congress of the League of Communists of Yugoslavia: Causes, Course and Consequences of the Disintegration]. Suvremene teme (em croata). 1 (1)
- Reuter, Jens (1990). «Vom ordnungspolitischen zum Nationalitätenkonflikt zwischen Serbien und Slowenien» [From Political Order to the National Conflict between Serbia and Slovenia]. Comparative Southeast European Studies (em alemão). 38 (4). doi:10.1515/soeu-1989-380405